# 185576 Covichi
185576 Covichi è un asteroide della fascia principale. Scoperto nel 2008, presenta un'orbita caratterizzata da un semiasse maggiore pari a 2,4525032 UA e da un'eccentricità di 0,1392247, inclinata di 2,26130° rispetto all'eclittica.